# Amy Grant

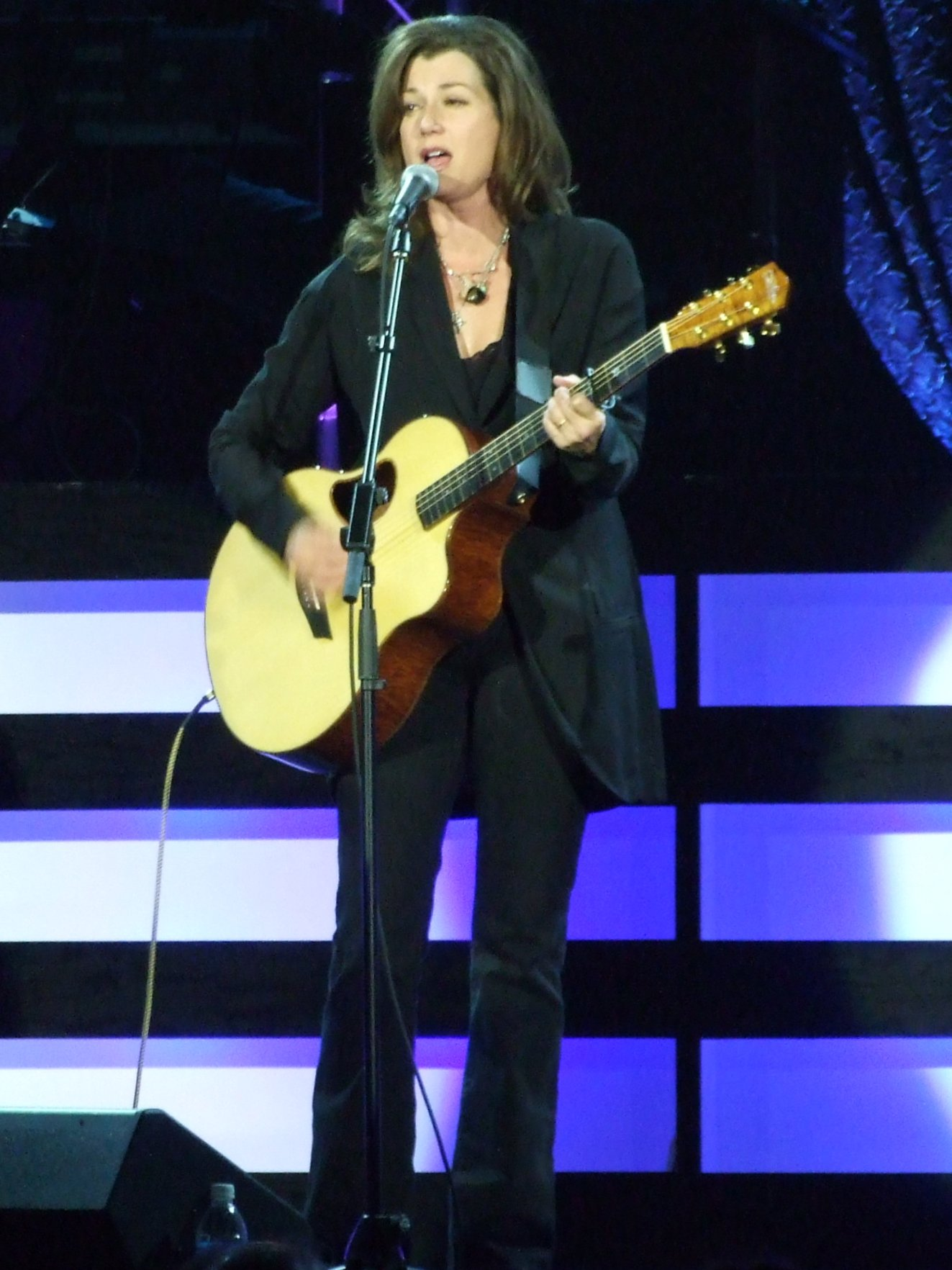
Amy Grant (2008)

Amy Lee Grant (* 25. November 1960 in Augusta, Georgia) ist eine US-amerikanische Sängerin und Liedermacherin. Sie war anfangs besonders im Bereich der christlichen Popmusik äußerst erfolgreich und ist bekannt als eine der ersten Künstlerinnen der Contemporary Christian Music, die den Sprung in den weltlichen bzw. Mainstream-Popmusik-Markt geschafft hat.
Sie hat bisher sechs Grammys und 22 Dove Awards gewonnen und wurde im Jahr 2003 in die Gospel Music Hall of Fame der Gospel Music Association aufgenommen. Bisher kann sie sechs Gold-Alben (jeweils über 500.000 verkaufte Exemplare) und sieben Platin-Alben (jeweils über 1 Million verkaufte Exemplare), davon eine fünffach Platin, eine dreifach und eine Doppelplatin, vorweisen. Insgesamt verkaufte Grant bislang mehr als 30 Millionen  Tonträger.

## Erfolgsgeschichte
Mit 15 Jahren unterzeichnete Amy Grant bei einer christlichen Plattenfirma und veröffentlichte Ende 1977 ihr erstes, selbstbetiteltes Album, das auch hauptsächlich von ihr komponiert wurde. Dieses entwickelte sich im damaligen christlichen Musikmarkt schnell zu einem echten Kassenschlager. Sie publizierte einige weitere Alben während sie an der Vanderbilt-Universität in Nashville studierte, bevor sie ihre Collegekarriere für eine in der Musikbranche eintauschte. 1982 erschien das Album Age to Age, welches bei den Kritikern große Beachtung erhielt und sich schließlich als erste Platte einer christlichen Künstlerin über eine Million Mal verkaufte.
Kaum hatte Grant sich als die „Königin des christlichen Pop“ etabliert, begann sie ihre Richtung ein wenig zu ändern, um ein größeres Publikum zu erreichen. Ein indirektes Ziel war es sicherlich, als erste christliche Sängerin und Liedermacherin in beiden Genres erfolgreich zu sein.
Mitte 1985 überraschte sie ihre Fans mit dem Album Unguarded, zum einen durch die sehr gängige Musik, die sich von anderen Pop-Acts der Zeit nicht unterschied, und zum anderen durch das Titelbild zu diesem Album, welches Amy Grant in vier unterschiedlichen Varianten in einer Leopardenjacke zeigt. Die erste daraus ausgekoppelte Single Find a Way wurde das erste christliche Lied, das es in die Billboard Top-40-Liste schaffte. Im Herbst 1986 erzielte sie ihren ersten Billboard-Nummer-1-Hit mit The Next Time I Fall, einem Duett mit Peter Cetera, dem ehemaligen Sänger der Band Chicago.
Die Platte Lead Me On aus dem Frühsommer 1988, entstanden nach beträchtlichen Spannungen in ihrer Ehe mit Gary Chapman und nachdem sie zum ersten Male Mutter wurde, wird von vielen Kritikern als ihr stärkstes Album erachtet, sowohl wegen der Texte als auch der Musik. Dieses Album enthält eine Reihe von Liedern, die nicht offensichtlich „christlich“ sind. Das Lied Saved by Love war ein kleiner Hit auf dem damals neu aufkommenden Adult-Contemporary-Radioformat.
Als im Frühjahr 1991 Heart in Motion veröffentlicht wurde, waren viele Anhänger erneut schockiert und empört, dass dieses Album weitgehend auf explizit christliche Texte verzichtete und deutlich auf ein Mainstream-Pop-Publikum ausgerichtet war. Das Stück Baby Baby, geschrieben für Grants älteste Tochter Millie, konnte sich drei Wochen lang an der Spitze der amerikanischen Charts halten. Es wurde zu ihrem bisher größten Hit und etablierte sie und ihren Namen endgültig in der Welt der Musik für die Massen. Weitere vier Singleauskopplungen aus diesem Album erreichten die Top 20 der US-Charts. Heart in Motion ist mit über fünf Millionen Exemplaren ihr bestverkauftes Album. Auch in den deutschen Charts konnte sich Baby Baby mehrere Wochen in den Top Ten halten. Die im Sommer 1994 erschienene LP House of Love setzte die Erfolgsgeschichte in gleicher Weise fort.

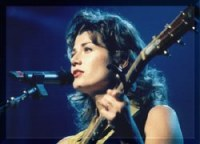
Amy Grant (1998)

Im Spätsommer 1997 brachte Amy Grant mit Behind the Eyes hingegen eine Platte mit einer erheblich dunkleren Stimmung heraus. Bald darauf wurde bekannt, dass Grants Ehe vor dem Aus stand. Es folgte die Trennung von Gary Chapman und später die Scheidung. Viele Fans und christliche Radioformate distanzierten sich von ihr, was sich noch zuspitzte, als sie bald darauf den Country-Sänger Vince Gill heiratete.
Obwohl Amy Grant in den folgenden Jahren immer noch Platten produzierte und seit 2002 jedes Jahr ein Album veröffentlicht hat, scheint sich ihr Focus deutlich weg von einer Hochglanz-Karriere zu einem mehr auf die Familie bezogenen Leben entwickelt zu haben. Ihr letztes Album Rock of Ages...Hymns & Faith, die Fortsetzung des 2002 veröffentlichten Gold-Albums Legacy...Hymns & Faith, ist eine Sammlung von Grants liebsten Kirchenliedern, die musikalisch gesehen durch Americana-, Folk-, Country- und Blues-Einflüsse gekennzeichnet ist. Ab September 2005 moderierte Amy Grant die Reality Show Three Wishes auf dem amerikanischen Sender NBC, in der jeweils drei Menschen ein Herzenswunsch erfüllt wurde. Noch vor Ablauf des Jahres stellte NBC die Serie ein.
Im April 2006 fanden Aufnahmen für eine Live-CD/-DVD in Fort Worth, TX, statt. Amy hatte dort seinerzeit ihren ersten bezahlten Auftritt. Die Aufnahmen wurden am 26. September 2006 unter dem Namen Time Again veröffentlicht.
In einer Pressemitteilung vom 27. April 2007 wird die Nachricht veröffentlicht, dass Grant ihr bisheriges Label Word Records, bei dem sie 30 Jahre unter Vertrag stand, verlässt und einen weltweiten Plattenvertrag mit dem EMI Label Sparrow Records abgeschlossen hat, der ihre kompletten bisherigen Alben, für welche die Sängerin selbst die Rechte besitzt, und zukünftige Alben beinhaltet.
Am 16. Oktober 2007 erschien ein autobiographisches Buch unter dem Titel Mosaic: Pieces of My Life so Far im Waterbrook Press Verlag. Ebenfalls im Oktober kam ein weiteres Greatest-Hits-Album heraus, welches das erste Projekt der neuen EMI CMG-Kooperation darstellte.
Im Jahr 2008 veröffentlichte ihre Plattenfirma EMI CMG eine Jubiläumsausgabe ihres hochgelobten Albums Lead Me On mit Live-Aufnahmen der damaligen Tour und neu eingespielten Versionen einiger Songs.
Im Jahr 2022 erhielt sie den Kennedy-Preis.
Amy Grant ist ein langjähriges Mitglied der Gospel Music Association (GMA), welche die alljährlichen Dove Awards verleiht und die Gospel Music Hall of Fame betreibt.

## Diskografie

### Studioalben
| Jahr | Titel Musiklabel                    | Höchstplatzierung, Gesamtwochen, AuszeichnungChartplatzierungen (Jahr, Titel, Musiklabel, Platzierungen, Wochen, Auszeichnungen, Anmerkungen) | Höchstplatzierung, Gesamtwochen, AuszeichnungChartplatzierungen (Jahr, Titel, Musiklabel, Platzierungen, Wochen, Auszeichnungen, Anmerkungen) | Höchstplatzierung, Gesamtwochen, AuszeichnungChartplatzierungen (Jahr, Titel, Musiklabel, Platzierungen, Wochen, Auszeichnungen, Anmerkungen) | Höchstplatzierung, Gesamtwochen, AuszeichnungChartplatzierungen (Jahr, Titel, Musiklabel, Platzierungen, Wochen, Auszeichnungen, Anmerkungen) | Höchstplatzierung, Gesamtwochen, AuszeichnungChartplatzierungen (Jahr, Titel, Musiklabel, Platzierungen, Wochen, Auszeichnungen, Anmerkungen) | Anmerkungen                                                 |
| Jahr | Titel Musiklabel                    | DE | AT | CH | UK | US | Anmerkungen                                                 |
| ---- | ----------------------------------- | --- | --- | --- | --- | --- | ----------------------------------------------------------- |
| 1977 | Amy Grant Myrrh                     | — | — | — | — | — | Erstveröffentlichung: 3. Februar 1977                       |
| 1979 | My Father’s Eyes Myrrh              | — | — | — | — | US— GoldUS | Erstveröffentlichung: 20. April 1979 Verkäufe: + 563.000    |
| 1980 | Never Alone Myrrh                   | — | — | — | — | — | Erstveröffentlichung: 10. März 1980                         |
| 1982 | Age to Age Myrrh                    | — | — | — | — | US— PlatinUS | Erstveröffentlichung: 12. April 1982 Verkäufe: + 1.293.000  |
| 1984 | Straight Ahead Myrrh                | — | — | — | — | US133 Gold · (18 Wo.)US | Erstveröffentlichung: 20. Mai 1984 Verkäufe: + 1.183.000    |
| 1985 | Unguarded A&M                       | — | — | — | — | US35 Platin · (38 Wo.)US | Erstveröffentlichung: 13. Mai 1985 Verkäufe: + 1.317.000    |
| 1988 | Lead Me On A&M                      | — | — | — | — | US71 Gold · (13 Wo.)US | Erstveröffentlichung: 20. Juni 1988 Verkäufe: + 1.721.000   |
| 1991 | Heart in Motion A&M                 | DE22 (14 Wo.)DE | AT17 (8 Wo.)AT | — | UK25 Gold · (15 Wo.)UK | US10 ×5Fünffachplatin · (105 Wo.)US | Erstveröffentlichung: 5. März 1991 Verkäufe: + 6.516.000    |
| 1994 | House of Love A&M                   | — | — | CH43 (2 Wo.)CH | — | US13 ×2Doppelplatin · (52 Wo.)US | Erstveröffentlichung: 23. August 1994 Verkäufe: + 2.705.000 |
| 1997 | Behind the Eyes A&M                 | — | — | — | — | US8 Gold · (24 Wo.)US | Erstveröffentlichung: 9. September 1997 Verkäufe: + 518.000 |
| 2002 | Legacy … Hymns and Faith A&M        | — | — | — | — | US21 Gold · (21 Wo.)US | Erstveröffentlichung: 2. Mai 2002 Verkäufe: + 500.000       |
| 2003 | Simple Things A&M                   | — | — | — | — | US23 (6 Wo.)US | Erstveröffentlichung: 19. August 2003 Verkäufe: + 28.000    |
| 2005 | Rock of Ages … Hymns and Faith Word | — | — | — | — | US42 (9 Wo.)US | Erstveröffentlichung: 3. Mai 2005 Verkäufe: + 110.000       |
| 2010 | Somewhere Down the Road Sparrow     | — | — | — | — | US41 (10 Wo.)US | Erstveröffentlichung: 30. März 2010                         |
| 2013 | How Mercy Looks from Here Sparrow   | — | — | — | — | US12 (11 Wo.)US | Erstveröffentlichung: 14. Mai 2013 Verkäufe: + 26.000       |

grau schraffiert: keine Chartdaten aus diesem Jahr verfügbar

### Livealben
| Jahr | Titel Musiklabel                 | Höchstplatzierung, Gesamtwochen, AuszeichnungChartplatzierungen (Jahr, Titel, Musiklabel, Platzierungen, Wochen, Auszeichnungen, Anmerkungen) | Höchstplatzierung, Gesamtwochen, AuszeichnungChartplatzierungen (Jahr, Titel, Musiklabel, Platzierungen, Wochen, Auszeichnungen, Anmerkungen) | Höchstplatzierung, Gesamtwochen, AuszeichnungChartplatzierungen (Jahr, Titel, Musiklabel, Platzierungen, Wochen, Auszeichnungen, Anmerkungen) | Höchstplatzierung, Gesamtwochen, AuszeichnungChartplatzierungen (Jahr, Titel, Musiklabel, Platzierungen, Wochen, Auszeichnungen, Anmerkungen) | Höchstplatzierung, Gesamtwochen, AuszeichnungChartplatzierungen (Jahr, Titel, Musiklabel, Platzierungen, Wochen, Auszeichnungen, Anmerkungen) | Anmerkungen                              |
| Jahr | Titel Musiklabel                 | DE | AT | CH | UK | US | Anmerkungen                              |
| ---- | -------------------------------- | --- | --- | --- | --- | --- | ---------------------------------------- |
| 2006 | Time Again … Amy Grant Live Word | — | — | — | — | US87 (1 Wo.)US | Erstveröffentlichung: 26. September 2006 |

Weitere Livealben
- 1981: In Concert
- 1989: A Moment in Time

### Kompilationen
| Jahr | Titel                                                                  | Höchstplatzierung, Gesamtwochen, AuszeichnungChartplatzierungen (Jahr, Titel, Platzierungen, Wochen, Auszeichnungen, Anmerkungen) | Höchstplatzierung, Gesamtwochen, AuszeichnungChartplatzierungen (Jahr, Titel, Platzierungen, Wochen, Auszeichnungen, Anmerkungen) | Höchstplatzierung, Gesamtwochen, AuszeichnungChartplatzierungen (Jahr, Titel, Platzierungen, Wochen, Auszeichnungen, Anmerkungen) | Höchstplatzierung, Gesamtwochen, AuszeichnungChartplatzierungen (Jahr, Titel, Platzierungen, Wochen, Auszeichnungen, Anmerkungen) | Höchstplatzierung, Gesamtwochen, AuszeichnungChartplatzierungen (Jahr, Titel, Platzierungen, Wochen, Auszeichnungen, Anmerkungen) | Anmerkungen                                             |
| Jahr | Titel                                                                  | DE | AT | CH | UK | US | Anmerkungen                                             |
| ---- | ---------------------------------------------------------------------- | --- | --- | --- | --- | --- | ------------------------------------------------------- |
| 1986 | The Collection                                                         | — | — | — | — | US66 Platin · (33 Wo.)US | Erstveröffentlichung: 22. Juli 1986 Verkäufe: 1.634.000 |
| 2003 | 20th Century Masters: The Best of Amy Grant – The Christmas Collection | — | — | — | — | US166 (1 Wo.)US | Erstveröffentlichung: 23. September 2003                |
| 2004 | Greatest Hits 1986–2004                                                | — | — | — | — | US48 (4 Wo.)US | Erstveröffentlichung: 12. Oktober 2004                  |
| 2007 | Greatest Hits                                                          | — | — | — | — | US196 (2 Wo.)US | Erstveröffentlichung: 2. Oktober 2007                   |
| 2008 | The Christmas Collection                                               | — | — | — | — | US41 (27 Wo.)US | Erstveröffentlichung: 30. September 2008                |
| 2011 | Christmas Memories                                                     | — | — | — | — | US174 (1 Wo.)US | Erstveröffentlichung: November 2011                     |
| 2012 | Have Yourself a Merry Little Christmas                                 | — | — | — | — | US199 (1 Wo.)US | Erstveröffentlichung: November 2012                     |
| 2014 | In Motion: The Remixes                                                 | — | — | — | — | US110 (1 Wo.)US | Erstveröffentlichung: 19. August 2014                   |

Weitere Kompilationen
- 1986: Choral Collection
- 1991: Smash Hits
- 2002: Her Greatest Inspirational Songs
- 2005: My Best Christmas
- 2006: Hymns for the Journey
- 2010: Discover Amy Grant: 6 Essential Songs
- 2014: Christmas
- 2015: Be Still and Know … Hymns & Faith

### Weihnachtsalben
| Jahr | Titel Musiklabel            | Höchstplatzierung, Gesamtwochen, AuszeichnungChartplatzierungen (Jahr, Titel, Musiklabel, Platzierungen, Wochen, Auszeichnungen, Anmerkungen) | Höchstplatzierung, Gesamtwochen, AuszeichnungChartplatzierungen (Jahr, Titel, Musiklabel, Platzierungen, Wochen, Auszeichnungen, Anmerkungen) | Höchstplatzierung, Gesamtwochen, AuszeichnungChartplatzierungen (Jahr, Titel, Musiklabel, Platzierungen, Wochen, Auszeichnungen, Anmerkungen) | Höchstplatzierung, Gesamtwochen, AuszeichnungChartplatzierungen (Jahr, Titel, Musiklabel, Platzierungen, Wochen, Auszeichnungen, Anmerkungen) | Höchstplatzierung, Gesamtwochen, AuszeichnungChartplatzierungen (Jahr, Titel, Musiklabel, Platzierungen, Wochen, Auszeichnungen, Anmerkungen) | Anmerkungen                                                    |
| Jahr | Titel Musiklabel            | DE | AT | CH | UK | US | Anmerkungen                                                    |
| ---- | --------------------------- | --- | --- | --- | --- | --- | -------------------------------------------------------------- |
| 1983 | A Christmas Album Myrrh     | — | — | — | — | US— PlatinUS | Erstveröffentlichung: 27. September 1983 Verkäufe: + 1.325.000 |
| 1992 | Home for Christmas A&M      | — | — | — | — | US2 ×3Dreifachplatin · (14 Wo.)US | Erstveröffentlichung: 6. Oktober 1992 Verkäufe: + 3.674.000    |
| 1999 | A Christmas to Remember A&M | — | — | — | — | US36 Gold · (12 Wo.)US | Erstveröffentlichung: 19. Oktober 1999 Verkäufe: + 500.000     |
| 2016 | Tennessee Christmas Sparrow | — | — | — | — | US31 (9 Wo.)US | Erstveröffentlichung: 21. Oktober 2016                         |

Weitere Weihnachtsalben
- 1986: The Animals’ Christmas (mit Art Garfunkel)
- 2001: The Spirit of Christmas

### Singles
| Jahr | Titel Album                               | Höchstplatzierung, Gesamtwochen, AuszeichnungChartplatzierungen (Jahr, Titel, Album, Platzierungen, Wochen, Auszeichnungen, Anmerkungen) | Höchstplatzierung, Gesamtwochen, AuszeichnungChartplatzierungen (Jahr, Titel, Album, Platzierungen, Wochen, Auszeichnungen, Anmerkungen) | Höchstplatzierung, Gesamtwochen, AuszeichnungChartplatzierungen (Jahr, Titel, Album, Platzierungen, Wochen, Auszeichnungen, Anmerkungen) | Höchstplatzierung, Gesamtwochen, AuszeichnungChartplatzierungen (Jahr, Titel, Album, Platzierungen, Wochen, Auszeichnungen, Anmerkungen) | Höchstplatzierung, Gesamtwochen, AuszeichnungChartplatzierungen (Jahr, Titel, Album, Platzierungen, Wochen, Auszeichnungen, Anmerkungen) | Anmerkungen                                                                                                |
| Jahr | Titel Album                               | DE | AT | CH | UK | US | Anmerkungen                                                                                                |
| ---- | ----------------------------------------- | --- | --- | --- | --- | --- | --- |
| 1985 | Find a Way Unguarded                      | — | — | — | — | US29 (16 Wo.)US | Erstveröffentlichung: Mai 1985 Autoren: Amy Grant, Michael W. Smith                                        |
| 1985 | Wise Up Unguarded                         | — | — | — | — | US66 (9 Wo.)US | Erstveröffentlichung: Juli 1985 Autoren: Billy Simon, Wayne Kirkpatrick                                    |
| 1986 | The Next Time I Fall Solitude / Solitaire | — | — | — | UK78 (3 Wo.)UK | US1 (21 Wo.)US | Erstveröffentlichung: September 1986 mit Peter Cetera Autoren: Bobby Caldwell, Paul Gordon                 |
| 1988 | Lead Me On                                | — | — | — | UK89 (2 Wo.)UK | US96 (2 Wo.)US | Erstveröffentlichung: Mai 1988 Autoren: Amy Grant, Michael W. Smith, Wayne Kirkpatrick                     |
| 1991 | Baby Baby Heart in Motion                 | DE8 (20 Wo.)DE | AT7 (15 Wo.)AT | CH11 (11 Wo.)CH | UK2 Silber · (13 Wo.)UK | US1 (21 Wo.)US | Erstveröffentlichung: 18. Januar 1991 Autoren: Amy Grant, Keith Thomas                                     |
| 1991 | Every Heartbeat Heart in Motion           | DE37 (24 Wo.)DE | — | — | UK25 (7 Wo.)UK | US2 (19 Wo.)US | Erstveröffentlichung: Juni 1991 Autoren: Amy Grant, Charlie Peacock, Wayne Kirkpatrick                     |
| 1991 | That’s What Love Is For Heart in Motion   | DE78 (9 Wo.)DE | — | — | UK60 (3 Wo.)UK | US7 (19 Wo.)US | Erstveröffentlichung: September 1991 Autoren: Amy Grant, Michael Omartian, Mark Muller                     |
| 1992 | Good for Me Heart in Motion               | DE52 (12 Wo.)DE | — | — | UK60 (1 Wo.)UK | US8 (20 Wo.)US | Erstveröffentlichung: Dezember 1991 Autoren: Jay Gruska, Tom Snow, Wayne Kirkpatrick                       |
| 1992 | I Will Remember You Heart in Motion       | — | — | — | — | US20 (20 Wo.)US | Erstveröffentlichung: März 1992 Autoren: Gary Chapman, Keith Thomas                                        |
| 1994 | Lucky One House of Love                   | DE56 (8 Wo.)DE | — | — | UK60 (2 Wo.)UK | US18 (20 Wo.)US | Erstveröffentlichung: Juli 1994 Autoren: Amy Grant, Keith Thomas                                           |
| 1994 | Say You’ll Be Mine House of Love          | — | — | — | UK41 (2 Wo.)UK | — | Erstveröffentlichung: Oktober 1994 Autoren: Wayne Kirkpatrick, Keith Thomas                                |
| 1994 | House of Love                             | — | — | — | UK46 (2 Wo.)UK | US37 (21 Wo.)US | Erstveröffentlichung: November 1994 feat. Vince Gill Autoren: Greg Barnhill, Kenny Greenberg, Wally Wilson |
| 1995 | Big Yellow Taxi House of Love             | — | — | — | UK20 (10 Wo.)UK | US37 (15 Wo.)US | Erstveröffentlichung: Mai 1995 Autor und Original: Joni Mitchell, 1970                                     |

Weitere Singles
| - 1978: On and On - 1981: I’m Gonna Fly - 1983: Ageless Medley (EP) - 1984: It’s Not a Song - 1985: Angels - 1985: I Could Never Say Goodbye (mit Randy Stonehill) - 1985: Tennessee Christmas - 1985: Everywhere I Go - 1986: Stay for Awhile - 1986: Carol of the Birds (mit Art Garfunkel) - 1988: 1974 (We Were Young) - 1989: Saved by Love - 1992: Let the Season Take Wing - 1992: Grown Up Christmas List - 1996: The Things We Do for Love | - 1997: Takes a Little Time - 1998: Like I Love You - 1999: Child of God - 2000: When I Look into Your Heart (mit Vince Gill) - 2003: Simple Things - 2005: Believe - 2009: She Colors My Day - 2012: Third World Woman - 2014: Say Once More (Remixes) (feat. Hex Hector) - 2014: You’re Not Alone (Remixes) (feat. Guy Scheiman) - 2014: Better Than a Hallelujah (Remixes) (feat. Mark Picchiotti) - 2014: Welcome Yourself - 2015: Songs from the Loft 25 Years Later (EP) |

### Videoalben
- 1984: In Concert: Age to Age Tour
- 1985: Find a Way
- 1986: Amy Grant’s Old Fashioned Christmas (US: Gold)
- 1991: Heart in Motion – Video Collection (US: Gold)
- 1993: Creation
- 1994: Building the House of Love
- 2004: Greatest Videos 1986–2004
- 2004: Soundstage Presents – Live in Concert … (Peter Cetera with Special Guest Amy Grant)
- 2006: Time Again … Amy Grant Live

## Auszeichnungen für Musikverkäufe
| Goldene Schallplatte - Australien - 1991: für die Single Baby Baby - Kanada - 1985: für das Album Age to Age - 1985: für das Album Unguarded - 1988: für das Album A Christmas Album - 1988: für das Album Straight Ahead - 1991: für das Album Lead Me On - 1992: für das Album Home for Christmas - Neuseeland - 1991: für die Single Baby Baby | Platin-Schallplatte - Australien - 1991: für das Album Heart in Motion - Kanada - 1991: für das Album Heart in Motion - 1995: für das Album House of Love 2× Platin-Schallplatte - Taiwan - 1992: für das Album Heart in Motion |

Anmerkung: Auszeichnungen in Ländern aus den Charttabellen bzw. Chartboxen sind in ebendiesen zu finden.
| Land/RegionAuszeichnungen für Musikverkäufe (Land/Region, Auszeichnungen, Verkäufe, Quellen) | Silber  | Gold       | Platin       | Verkäufe   | Quellen         |
| -------------------------------------------------------------------------------------------- | ------- | ---------- | ------------ | ---------- | --------------- |
| Australien (ARIA)                                                                            | —       | Gold1      | Platin1      | 105.000    | aria.com.au     |
| Kanada (MC)                                                                                  | —       | 6× Gold6   | 2× Platin2   | 500.000    | musiccanada.com |
| Neuseeland (RMNZ)                                                                            | —       | Gold1      | —            | 5.000      | Einzelnachweise |
| Taiwan (RIT)                                                                                 | —       | —          | 2× Platin2   | 100.000    | Einzelnachweise |
| Vereinigte Staaten (RIAA)                                                                    | —       | 8× Gold8   | 14× Platin14 | 22.643.000 | riaa.com        |
| Vereinigtes Königreich (BPI)                                                                 | Silber1 | Gold1      | —            | 300.000    | bpi.co.uk       |
| Insgesamt                                                                                    | Silber1 | 17× Gold17 | 19× Platin19 |            |                 |